# 学校法人高崎商科大学
学校法人高崎商科大学（がっこうほうじん-たかさきしょうかだいがく）は、群馬県高崎市に本部を置き、幼稚園から大学などを設置する学校法人。創立者は佐藤タ子。

## 建学の精神
自主・自立

## 設置教育機関

### 大学・短期大学
- 高崎商科大学
  - 大学院
    - 商学研究科（修士課程）

  - 学部
    - 商学部
      - 商学科
- 高崎商科大学短期大学部
  - 現代ビジネス学科

### 高等学校
- 高崎商科大学附属高等学校
  - 普通科
  - 総合ビジネス科

### 幼稚園
- 高崎商科大学佐藤幼稚園

## 沿革
- 1906年 私立裁縫女学校（本科、専修科、研究科）創立[1]。
- 1907年 私立佐藤裁縫女学校に改称[1]。
- 1909年 私立佐藤裁縫女学校に本科､師範科､専修科､研究科を設置[1]。
- 1943年 財団法人に組織変更、校名を佐藤高等技芸女学校に改称[1]。
- 1948年 佐藤技芸高等学校に改称、家庭科設置[1]。
- 1950年 高崎技芸高等学校に改称[1]。
- 1951年 学校法人に組織変更[1]。（学校法人佐藤学園）
- 1961年 商業科設置。佐藤学園高等学校に改称[1]。
- 1962年 普通科設置[1]。
- 1968年 佐藤学園高等学校附属幼稚園を設置[1]。
- 1987年 学校法人高崎佐藤学園に改称[1]。高崎商科短期大学附属高等学校および高崎商科短期大学附属佐藤幼稚園にそれぞれ改称[1]。
- 1988年 高崎商科短期大学開学（商学科）[1]。
- 1991年 高崎商科短期大学附属高等学校商業科を情報システム科並びに情報経理科に科転換[1]。
- 1993年 高崎商科短期大学に秘書科設置[1]。
- 1996年 高崎商科短期大学附属高等学校情報システム科を国際情報科に名称変更[1]。
- 2001年 高崎商科大学流通情報学部流通情報学科を設置[1]。高崎商科大学短期大学部に改称[1]。秘書科を現代ビジネス学科に名称変更[1]。高崎商科大学附属高等学校に改称[1]。高崎商科大学佐藤幼稚園に改称[1]。
- 2002年 高崎商科大学附属高等学校普通科特別進学コースに男子入学。高崎商科大学流通情報学部に教職課程高等学校教諭１種（公民・商業・情報）開設。
- 2003年 高崎商科大学附属高等学校国際情報科に男子入学。
- 2005年 高崎商科大学附属高等学校普通科進学コースに男子入学。
- 2006年 高崎商科大学大学院流通システム研究科（修士課程）を設置[1]。高崎商科大学流通情報学部に教職課程中学校教諭１種（社会）開設。 第1回ホームカミングデイを開催。
- 2007年 高崎商科大学大学院流通システム研究科に教職課程高等学校教諭専修（商業）開設。
- 2008年 学校法人高崎商科大学に改称[1]。
- 2010年 高崎商科大学流通情報学部流通情報学科を商学部商学科に改称[1]。
- 2011年 高崎商科大学大学院流通システム研究科流通システム専攻を商学研究科商学専攻に改称[1]。高崎商科大学附属高等学校総合ビジネス科設置[1]。